# H-보충 경계

위상수학에서 h-보충 경계(h-補充境界, 영어: h-cobordism 에이치 코보디즘[*])는 양끝과 호모토피 동치 관계에 있는 보충 경계이다. 5차원 이상의 다양체를 분류하는 도구로 쓰인다.

## 정의
{\displaystyle {\mathcal {C}}}가 (위상) 다양체 · 조각적 선형 다양체 · 매끄러운 다양체의 범주 가운데 하나라고 하자. 그리고 두 {\displaystyle n}차원 {\displaystyle {\mathcal {C}}}-다양체 {\displaystyle M}, {\displaystyle N} 사이의 보충 경계 {\displaystyle (W,\iota _{M},\iota _{N})}이 주어졌다고 하자. (그러므로 {\displaystyle W}는 {\displaystyle (n+1)}차원 {\displaystyle {\mathcal {C}}}-다양체가 된다.)
{\displaystyle \iota _{M}\colon M\hookrightarrow W}
{\displaystyle \iota _{N}\colon N\hookrightarrow W}
만약 {\displaystyle \iota _{M}}과 {\displaystyle \iota _{N}} 각각이 모두 호모토피 동치일 경우, {\displaystyle (W,\iota _{M},\iota _{N})}을 h-보충 경계라고 한다.

## h-보충 경계 정리
h-보충 경계는 다음과 같은 h-보충 경계 정리(h-補充境界定理, 영어: h-cobordism theorem)가 성립하기 때문에 중요한 의미를 가진다.
h-보충 경계 정리
{\displaystyle n\geq 5} 차원의 두 단일 연결 {\displaystyle {\mathcal {C}}}-다양체 {\displaystyle M}과 {\displaystyle N} 사이의 h-보충 경계 {\displaystyle (W,\iota _{M},\iota _{N})}이 존재한다고 하자.
이 때, {\displaystyle (M\times [0,1],M\times \{0\},N\times \{1\})\mapsto (W,\iota _{M}(M),\iota _{N}(N))}으로 각각 보내는 {\displaystyle {\mathcal {C}}}-동형이 존재한다.
특히, {\displaystyle M}과 {\displaystyle N}이 서로 {\displaystyle {\mathcal {C}}}-동형이다.

즉, 5차원 이상 단일 연결 다양체의 경우, (주어진 범주에서의) h-보충 경계의 존재는 (주어진 범주에서의) 동형과 같다.

### 증명의 골자
주어진 {\displaystyle (n+1)}차원 보충 경계 {\displaystyle W}에 모스 함수 {\displaystyle f}를 줄 수 있다. 그 임계점의 순서를 잘 바꿔서 모스 지표가 오름차순이 되도록 함수 {\displaystyle f'}를 만들 수 있다.
{\displaystyle \forall i,j:x_{i}<x_{j}\implies \operatorname {ind} _{f'}(x_{i})<\operatorname {ind} _{f'}(x_{j})}
다시 말해 {\displaystyle M}에 차원의 오름차순대로 여러 개의 손잡이를 붙여 {\displaystyle N}을 만들 수 있다는 것이다.
한편, {\displaystyle M}이 {\displaystyle W}의 변형 수축이라는 것을 이용해서 대수위상적인 조작을 가하면, 한 손잡이가 다른 손잡이의 경계가 되도록 모든 손잡이들끼리 짝지을 수 있다. ({\displaystyle \partial {h_{i}^{k+1}}=h_{j}^{k}})
{\displaystyle \partial {h_{i}^{k+1}}=h_{j}^{k}}인 손잡이 {\displaystyle h_{i}^{k+1}}와 {\displaystyle h_{j}^{k}}는 휘트니 매장을 이용해서 기하학적인 입사점(incidence point)이 정확히 한 개가 되도록 변형시킬 수 있다.
{\displaystyle \partial {h_{i}^{k+1}}=h_{j}^{k}}이며 서로의 입사점이 정확히 하나인 {\displaystyle h_{i}^{k+1}}와 {\displaystyle h_{j}^{k}}에 다음과 같은 작업을 가한다.
- {\displaystyle 2\leq k\leq n-2}일 경우, 서로를 매끄럽게 상쇄시킨다.
- {\displaystyle k=0,n}일 경우, 양 쪽을 한 번에 매끄럽게 소멸시킨다.
- {\displaystyle k=1}일 경우, {\displaystyle W}가 단일 연결이라는 사실과 휘트니 매장을 사용해 1-손잡이를 3-손잡이로 바꿀 수 있다. 그렇게 하면 2-손잡이와 3-손잡이의 짝이 되므로, 위에서 한 것처럼 상쇄시킨다.

이렇게 하면 {\displaystyle W}에 있었던 모든 손잡이가 사라지므로 {\displaystyle M\times [0,1]}과 동형이 된다.

### 저차원 다양체
4차원 이하의 다양체에서는 휘트니 매장을 사용할 수 없다. 다시 말해, 4차원 이하의 다양체 안에 매장된 임의의 {\displaystyle S^{1}}를 경계로 하며 자기 자신과 교차하지 않는 매장 {\displaystyle D^{2}\hookrightarrow W}가 존재하리라는 보장이 없다.
4차원 h-보충 경계 정리의 경우 캐슨 손잡이를 써서 위상적인 h-보충 경계 정리를 증명할 수 있지만, 이는 매끄러운 구조를 보존하지 못한다. 매끄러운 4차원 다양체의 경우 아크불루트의 병마개와 같은 반례가 존재한다.
저차원의 다양체의 h-보충 경계 정리에 대해서는 다음이 알려져 있다.
- 4차원 h-보충 경계 정리: 위상 다양체의 경우 성립하지만, 조각적 선형 또는 매끄러운 다양체의 경우 성립하지 않는다. 한편 3차원 이하에서는 위상 · 조각적 선형 · 매끄러운 다양체 범주 각각이 서로 동치이므로 이런 구분이 필요하지 않다.
- 3차원 h-보충 경계 정리: 4차원 초구가 비표준 매끄러운 구조를 갖는지 여부와 동치이며, 이는 일반화된 푸앵카레 추측(영어판)으로 유명한 난제이다.
- 2차원 h-보충 경계 정리: {\displaystyle M}과 {\displaystyle N}이 모두 구면({\displaystyle S^{2}})인 경우만 보이면 충분하다. 그리고리 페렐만이 증명한 3차원 푸앵카레 추측에 따라 참이다.
- 1차원 h-보충 경계 정리: 1차원 단일 연결 다양체는 항상 축약 가능하므로 참이다.
- 0차원 h-보충 경계 정리: h-보충 경계는 닫힌 선분이 유일하므로 자명하게 참이다.

## 성질

### 푸앵카레 추측과의 관계
{\displaystyle n-1}차원 {\displaystyle {\mathcal {C}}} 다양체에 대해 h-보충 경계 정리가 성립할 경우, {\displaystyle n}차원 {\displaystyle {\mathcal {C}}} 다양체에 대한 일반화된 푸앵카레 추측을 유도할 수 있다.
{\displaystyle M^{n}}이 구 {\displaystyle S^{n}}과 호모토피 동형이라면, 서로 {\displaystyle {\mathcal {C}}}-동형이다.
스티븐 스메일은 5차원 이상의 h-보충 경계 정리를 이용해 6차원 조각적 선형 다양체에 대한 푸앵카레 추측을 증명하였고, 약간의 보조정리를 추가해서 5차원 조각적 선형 다양체에 대한 푸앵카레 추측도 증명하였다.

### s-보충 경계 정리
단일 연결이 아닌 경우, 다음과 같은 s-보충 경계 정리(s-補充境界定理, 영어: s-cobordism theorem)가 성립한다. {\displaystyle n\geq 5}차원의 {\displaystyle {\mathcal {C}}}-다양체 {\displaystyle M}, {\displaystyle N} 사이의 h-보충 경계 {\displaystyle (W,\iota _{M},\iota _{N})}가 주어졌다고 하자. s-보충 경계 정리에 따르면, 다음 두 조건이 서로 동치이다.
- {\displaystyle \iota _{M}}이 단순 호모토피 동치(영어판)이다. 다시 말해, 그 화이트헤드 꼬임(영어판)이 0이다.
- {\displaystyle W}는 {\displaystyle M\times [0,1]}과 {\displaystyle {\mathcal {C}}}-동치이다.

## 역사

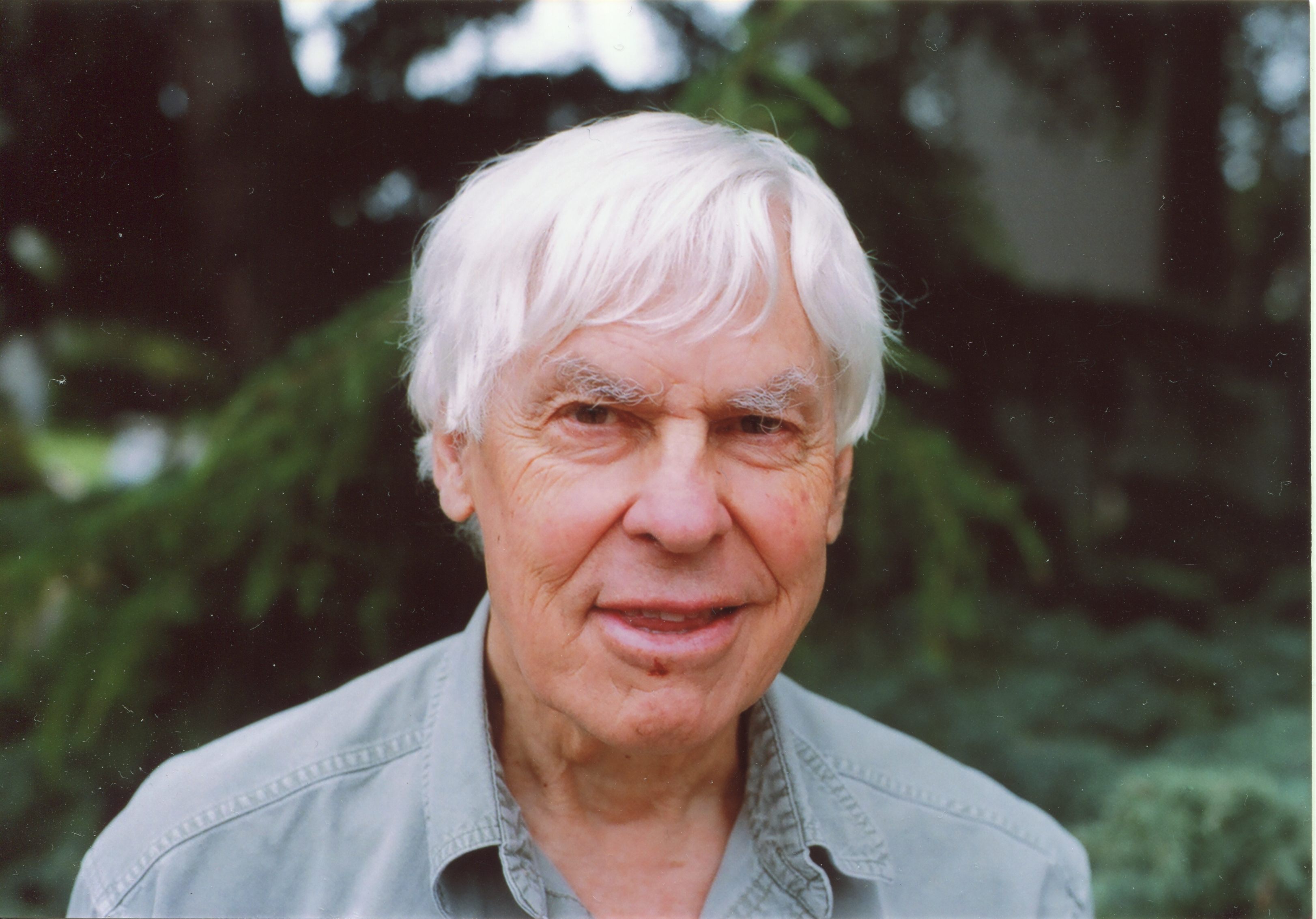
스티븐 스메일

역사적으로 1차원과 2차원 다양체의 분류는 간단했지만, 3차원과 4차원 다양체의 분류는 매우 어렵다는 것이 밝혀졌다. 이후 수학자들은 5차원 이상의 다양체는 이보다 더 복잡할 것으로 생각하고, 3·4차원의 분류에 주력하였다.
1960년대 초에 스티븐 스메일은 h-보충 경계의 개념 및 h-보충 경계 정리를 발표하였고, 이를 사용하여 5차원 조각적 선형 다양체에 대한 일반화된 푸앵카레 추측을 증명하였다. 이로서 5차원 이상의 다양체는 수술 이론으로 비교적 간단하게 다룰 수 있다는 것이 밝혀졌고, 다양체 이론에서는 ‘중간 차원’인 3·4차원이 가장 어렵다는 사실이 알려졌다. 이 공로로 스메일은 1966년 필즈상을 수상하였다. ‘h-보충 경계’라는 이름에서 ‘h’는 호모토피(영어: homotopy)의 영명의 머릿글자이다.
1982년 마이클 프리드먼이 캐슨 손잡이를 이용해 4차원 h-보충 경계 정리를 증명했다. 한편 사이먼 도널드슨은 h-보충 경계 정리가 4차원 매끄러운 다양체 사이에서는 실패한다는 것을 밝혔다.
s-보충 경계 정리는 배리 메이저 · 존 로버트 스톨링스 2세 · 데니스 바든이 독자적으로 증명하였다. ‘s-보충 경계 정리’라는 이름에서 ‘s’는 단순 호모토피 동치(영어: simple homotopy equivalence)의 영명의 머릿글자이다.

## 참고 문헌
1. 1 2  Smale, S. (1961). “Generalized Poincaré's conjecture in dimensions greater than four”. 《The Annals of Mathematics》 (영어) 74: 391-406. doi:10.2307/1970239. ISSN 0003-486X. JSTOR 1970239. MR 0137124.
2. ↑  Smale, S. (1962). “On the structure of manifolds”. 《American Journal of Mathematics》 (영어) 84: 387–399. doi:10.2307/2372978. JSTOR 2372978. MR 0153022.
3. ↑  Freedman, Michael Hartley (1982), “The topology of four-dimensional manifolds”, 《Journal of Differential Geometry》 17 (3): 357–453, ISSN 0022-040X, MR 679066
4. ↑  Donaldson, S. K. (1983), “An application of gauge theory to four-dimensional topology”, 《Journal of Differential Geometry》 18 (2): 279–315, ISSN 0022-040X, MR 710056